# Favites abdita

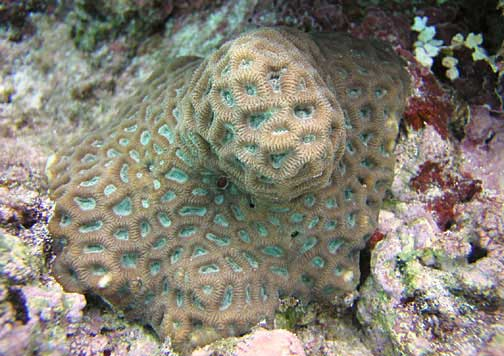
Favites abdita, en el Parque nacional de Samoa Americana

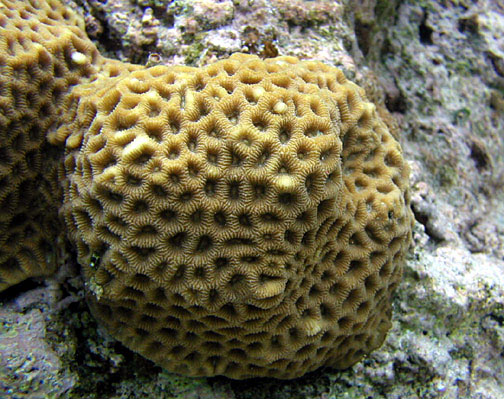
Favites abdita con los pólipos retraídos

Favites abdita es una especie de coral del género Favites, que pertenece a la familia Merulinidae, en el orden Scleractinia. 
Su esqueleto es macizo y está compuesto de carbonato cálcico. Es un coral hermatípico, tras la muerte del coral, su esqueleto contribuye a la generación de nuevos arrecifes en la naturaleza, debido a que la acción del CO2 convierte muy lentamente su esqueleto en bicarbonato cálcico, sustancia ésta asimilable directamente por las colonias coralinas. 

## Morfología
El coral Favites abdita forma colonias masivas esféricas o en forma de loma. Cada coralito se proyecta ligeramente sobre la superficie de la colonia y comparte el muro con sus vecinos. Los coralitos hijos se forman por división intratentacular. El tejido de los pólipos está extendido durante el día, retrayéndose algo durante la noche, y tienen un círculo simple de tentáculos alrededor del disco oral, cuyo extremo suele estar coloreado en otro tono. Puede contraer rápidamente los pólipos si es tocado por otro organismo. También posee tentáculos "barredores" que presentan unas células urticantes denominadas nematocistos, empleadas en la caza de presas del plancton.
Las colonias exceden los 100 cm de diámetro. El color es marrón, rojizo o verde grisáceo, más oscuro en aguas turbias, con el disco oral en marrón o verde.

## Hábitat
Viven en casi todas las diferentes zonas de los arrecifes localizados en los mares tropicales (a una latitud situada entre 30ºN y 20ºS), en zonas cercanas a las costas. Mayoritariamente se encuentran en fondos rocosos, en aguas túrbias y de poca calidad, por lo que su mantenimiento en cautividad es relativamente fácil, comparado con otros corales duros. 
Habita normalmente entre 1 y 15 m de profundidad, aunque se encuentra hasta los 40 m.

## Distribución geográfica
Se distribuyen en aguas tropicales del océano Indo-Pacífico, desde las costas orientales de África y el Mar Rojo, hasta la Polinesia en el Pacífico central. 
Es especies nativa de Arabia Saudí; Australia; Baréin; Birmania; Camboya; China; Comoros; islas Cook; Egipto; Emiratos Árabes Unidos; Eritrea; Filipinas; Fiyi; Guam; India; Indonesia; Irán; Irak; Israel; Japón; Jordania; Kenia; Kiribati; Kuwait; Madagascar; Malasia; Maldivas; islas Marshall; Mauritius; Mayotte; Micronesia; Mozambique; Nauru; Nueva Caledonia; Niue; islas Marianas del Norte; Omán; Palaos; Papúa Nueva Guinea; Polinesia; Catar; Reunión; Samoa; Seychelles; Singapur; islas Salomón; Somalia; Sri Lanka; Sudáfrica; Sudán; Tailandia; Taiwán, (China); Tanzania; Tokelau; Tonga; Tuvalu; Vanuatu; Vietnam; Wallis y Futuna; Yemen y Yibuti.

## Alimentación
Contienen algas simbióticas; mutualistas (ambos organismos se benefician de la relación) llamadas zooxantelas. Las algas realizan la fotosíntesis produciendo oxígeno y azúcares, que son aprovechados por los pólipos, y se alimentan de los catabolitos del coral (especialmente fósforo y nitrógeno). Esto les proporciona entre el 70 y el 95% de sus necesidades alimenticias. El resto lo obtienen atrapando plancton y materia orgánica disuelta en el agua.

## Reproducción
Se reproducen asexualmente mediante gemación, y sexualmente, lanzando al exterior sus células sexuales. En este tipo de reproducción, la mayoría de los corales liberan óvulos y espermatozoides al agua, siendo por tanto la fecundación externa.  Los huevos una vez en el exterior, permanecen a la deriva arrastrados por las corrientes varios días, más tarde se forma una larva plánula que cae al fondo, se adhiere a él y comienza su vida sésil, secretando carbonato cálcico para conformar un esqueleto, o coralito. Posteriormente, va conformando la colonia coralina mediante la clonación de los pólipos, que van construyendo su coralito contiguo al pólipo generador.

## Mantenimiento
Su mantenimiento en cautividad es relativamente fácil, comparado con el resto de corales duros. Al poder provenir de diferentes hábitats y profundidades, habrá que probar su ubicación en el acuario. En principio lo ubicaremos sobre rocas, la arena puede producirle irritaciones.
La iluminación deberá ser moderada y la corriente de suave a moderada, ya que una corriente fuerte puede evitar la expansión de los pólipos. Conviene vigilar el nivel de calcio con frecuencia debido a su alto consumo. Se recomienda un acuario maduro y estable, los cambios de temperatura o acidez pueden provocarle estrés y llevarle al blanqueamiento.
Al tener tentáculos "barredores" para la caza, se debe dejar espacio a su alrededor, ya que, de lo contrario, dañará a los corales vecinos.